# Bronaugh
Bronaugh és una població dels Estats Units a l'estat de Missouri. Segons el cens del 2000 tenia 245 habitants.

## Demografia
Segons el cens del 2000, Bronaugh tenia 245 habitants, 93 habitatges, i 65 famílies. La densitat de població era de 337,8 habitants per km².
Dels 93 habitatges en un 40,9% hi vivien nens de menys de 18 anys, en un 59,1% hi vivien parelles casades, en un 9,7% dones solteres, i en un 30,1% no eren unitats familiars. En el 29% dels habitatges hi vivien persones soles el 17,2% de les quals corresponia a persones de 65 anys o més que vivien soles. El nombre mitjà de persones vivint en cada habitatge era de 2,63 i el nombre mitjà de persones que vivien en cada família era de 3,28.
Per edats la població es repartia de la següent manera: un 31% tenia menys de 18 anys, un 6,9% entre 18 i 24, un 31% entre 25 i 44, un 17,6% de 45 a 60 i un 13,5% 65 anys o més.
L'edat mediana era de 31 anys. Per cada 100 dones de 18 o més anys hi havia 79,8 homes.
La renda mediana per habitatge era de 26.786 $ i la renda mediana per família de 40.625 $. Els homes tenien una renda mediana de 23.542 $ mentre que les dones 18.750 $. La renda per capita de la població era de 13.073 $. Entorn del 2,7% de les famílies i el 7,2% de la població estaven per davall del llindar de pobresa.

## Poblacions més properes
El següent diagrama mostra les poblacions més properes.